# MDA5
MDA5 (englisch melanoma differentiation-associated protein 5 ‚Melanom-Differenzierungsantigen 5‘) ist ein Resistenzfaktor in Säugetieren gegen RNA-Viren mit doppelsträngigem Genom aus der Familie der RIG-I-like Receptors (RLR).

## Eigenschaften
Das MDA5 ist ein Pattern-Recognition Receptor für dsRNA im Zytosol. Das Protein MDA5 besteht aus drei funktionellen Teilen. Die Bindung von dsRNA an den C-Terminus aktiviert eine Helikase-Funktion in der Mitte des MDA5, die der Abwehr von dsRNA-enthaltenden Viren dient. Nach Bindung von dsRNA erfolgt über die im MDA5 enthaltene N-terminale CARD-Proteindomäne (caspase-recruitment domain) eine Induktion von Interferonen des Typs 1 über das Protein IPS-1 (synonym VISA, Cardif). Die stärkste Aktivierung von MDA5 erfolgt durch dsRNA von über 2000 Basenpaaren Länge. Der RIG-I-artige Rezeptor LGP2 ist an der antiviralen Funktion des MDA5 beteiligt. Durch die Bindung an dsRNA bilden MDA5-Proteine eine faserartige Struktur.
Das Gen IFIH1 codiert das Protein MDA5. Das Singleton-Merten-Syndrom wird durch Mutationen von IFIH1 verursacht und Mutationen an IFIH1 sind an der Entstehung des Aicardi-Goutières-Syndroms beteiligt. Eine Beteiligung von Mutationen des MDA5 wird bei Lupus erythematodes vermutet.